# Le Grand Théâtre du monde
El gran teatro del mundo

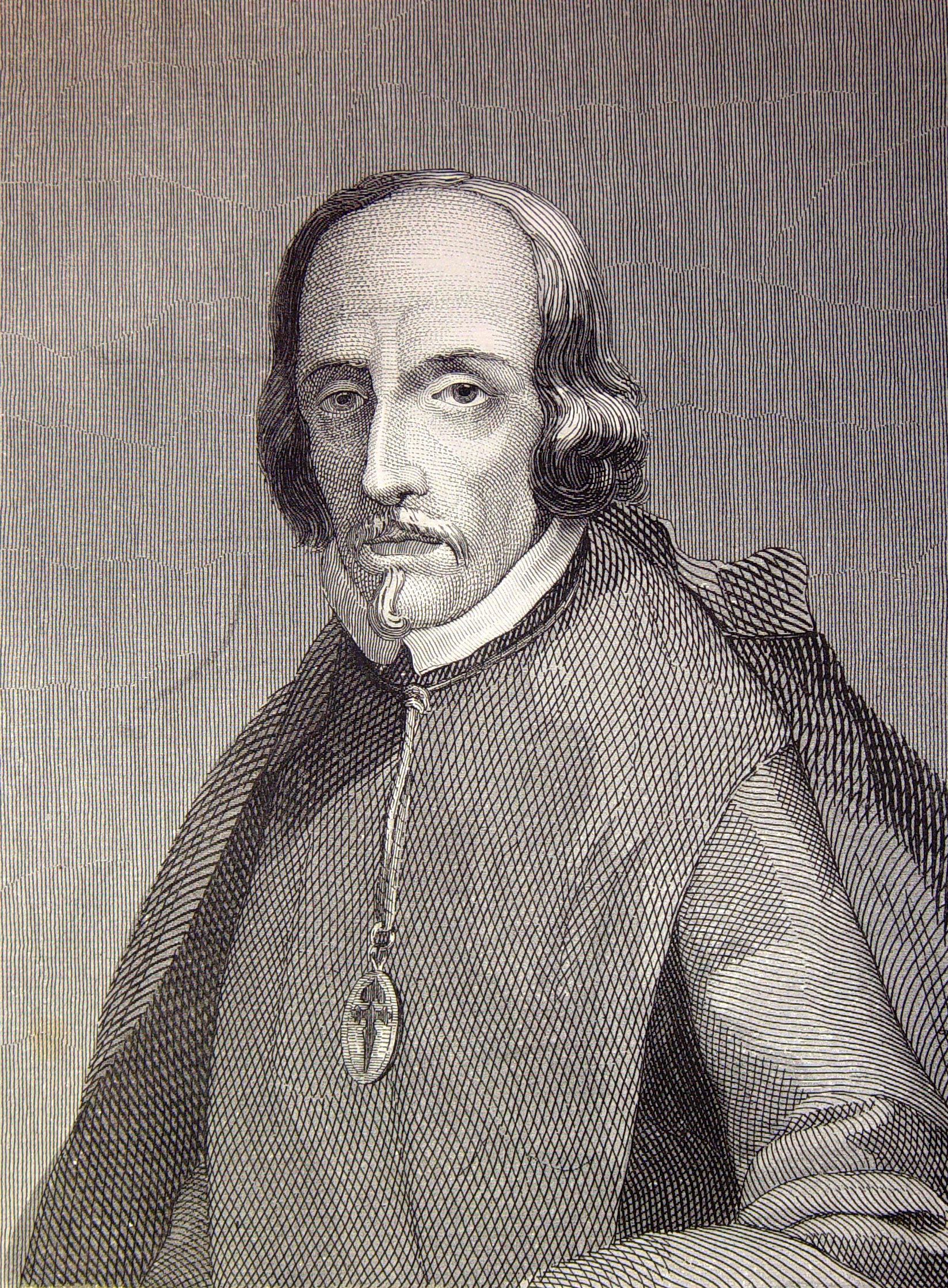
Portrait de Pedro Calderón, auteur du Grand théâtre du monde.

Le Grand Théâtre du monde (El gran teatro del mundo) est une pièce de théâtre écrite par le dramaturge espagnol Pedro Calderón de la Barca. Publiée pour la première fois en 1655, il semblerait que la pièce ait été composée dans les années 1630. Elle appartient au genre auto sacramental, un genre typiquement espagnol qui utilise l'allégorie religieuse et est un descendant direct du mystère en tant que genre théâtral.
La pièce étudie la vie humaine en tant que pièce de théâtre. Elle est d'ailleurs à l'origine de la notion du theatrum mundi, une caractéristique du théâtre baroque qui assimile le monde à la scène du théâtre où les acteurs évoluent.

## Datation
L'œuvre fut éditée pour la première fois en 1655, avec la publication d'un volume d'autos sacramentales de Calderón. Quant à la date d'écriture, N. D. Shergold la situe entre 1633 et 1636. L'on sait que l'œuvre fut représentée à l'occasion de la fête du Corpus Christi de Valence en 1641, probablement par la compagnie d'Antonio de Prado. Toutefois, il est possible qu'elle ait été écrite quelques années plus tôt, même si aucune documentation connue n'atteste l'existence de représentations antérieures.

## Édition moderne
- Pedro Calderón de la Barca, Le Grand Théâtre du monde, trad. de Claude Murcia, Paris, Éditions théâtrales, 2005, 67 p.  (ISBN 2-84260-198-X).